# Dentarene
Dentarene is een geslacht van weekdieren uit de klasse van de Gastropoda (slakken).

## Soorten
- Dentarene loculosa (Gould, 1859)
- Dentarene munita Iredale, 1929
- Dentarene rosadoi Bozzetti & Ferrario, 2005
- Dentarene sarcina Iredale, 1929